# Australia's Next Top Model (quarta stagione)

## Svolgimento
La quarta stagione di Australia's Next Top Model è andata in onda dal 22 aprile al 1º luglio 2008 sul canale FOX8, condotta nuovamente da Jodhi Meares; insieme a lei, in qualità di giudici, Alex Perry e Charlotte Dawson. Il cast, composto da 13 aspiranti modelle tra i 16 e i 21 anni, ha vissuto in una lussuosa villa dal valore di 8 milioni di dollari situata a Port Hacking, nei pressi di Sydney; la discussa vincitrice, Demelza Reveley ha portato a casa un contratto con la "Priscilla's Model Management", un contratto come testimonial per la casa di cosmetici "Napoleon Perdis", una Ford Fiesta Zetec, un viaggio pagato a New York e un servizio di otto pagine su Vogue.
La finale si è tenuta a Sydney e il pubblico è stato parte integrante della scelta finale della vincitrice; Demelza è stato uno dei personaggi più "odiati" di questa edizione, a causa del suo comportamento poco amorevole nei confronti delle compagne di avventura, spesso sfociato in veri e propri atti di bullismo: in particolare, durante un episodio, Demelza (con l'aiuto di Rebecca ed Alyce) prese fortemente di mira Alamela Rowan, vessandola con gavettoni e secchiate d'acqua per lungo tempo.
La vittoria della Raveley portò a numerose critiche, in quanto gli affezionati del programma si sentirono offesi nel vedere "glorificata" una persona simile.

## Concorrenti

### In ordine di eliminazione
(L'età si riferisce al tempo della messa in onda del programma)
| Concorrenti                | Età | Provenienza                      | Altezza | Posizione  |
| -------------------------- | --- | -------------------------------- | ------- | ---------- |
| Kamila Markowska           | 17  | Adelaide, Australia Meridionale  | 173 cm  | 13.        |
| Kristina "Kristy" Coulcher | 19  | Sydney, Nuovo Galles del Sud     | 179 cm  | 12.        |
| Emma O'Sullivan            | 17  | Pottsville, Nuovo Galles del Sud | 183 cm  | 11.        |
| Belinda Hodge              | 17  | Ballan, Victoria                 | 178 cm  | 10.        |
| Alamela Rowan              | 17  | Byron Bay, Nuovo Galles del Sud  | 174 cm  | 9.         |
| Jamie Lee                  | 21  | Adelaide, Australia Meridionale  | 180 cm  | 8./7.      |
| Leiden Kronemberger        | 19  | Sydney, Nuovo Galles del Sud     | 183 cm  | 8./7.      |
| Rebecca Jobson             | 18  | Wollongong, Nuovo Galles del Sud | 173 cm  | 6.         |
| Alyce Crawford             | 18  | Kiama, Nuovo Galles del Sud      | 174 cm  | 5.         |
| Carey "Caris" Eves         | 19  | Inglewood, Australia Occidentale | 173 cm  | 4.         |
| Samantha Downie            | 20  | Rowville, Victoria               | 177 cm  | 3.         |
| Alexandra Girdwood         | 20  | Sydney, Nuovo Galles del Sud     | 178 cm  | 2.         |
| Demelza Reveley            | 16  | Wollongong, Nuovo Galles del Sud | 178 cm  | Vincitrice |

### Ordine di eliminazione
| Order | Episodi   | Episodi   | Episodi   | Episodi   | Episodi   | Episodi   | Episodi   | Episodi   | Episodi   | Episodi   | Episodi   | Episodi |  |
| Order | 1         | 2         | 3         | 4         | 5         | 6         | 7         | 8         | 9         | 10        | 11        |         |  |
| ----- | --------- | --------- | --------- | --------- | --------- | --------- | --------- | --------- | --------- | --------- | --------- | ------- |  |
| 1     | Alyce     | Rebecca   | Caris     | Samantha  | Jamie     | Caris     | Demelza   | Samantha  | Demelza   | Alexandra | Demelza   |         |  |
| 2     | Demelza   | Alexandra | Alamela   | Caris     | Samantha  | Demelza   | Samantha  | Alexandra | Samantha  | Demelza   | Alexandra |         |  |
| 3     | Alamela   | Emma      | Alexandra | Alamela   | Caris     | Samantha  | Caris     | Demelza   | Alexandra | Samantha  |           |         |  |
| 4     | Caris     | Samantha  | Rebecca   | Alyce     | Alexandra | Alexandra | Alexandra | Caris     | Caris     |           |           |         |  |
| 5     | Leiden    | Caris     | Jamie     | Alexandra | Leiden    | Rebecca   | Alyce     | Alyce     |           |           |           |         |  |
| 6     | Belinda   | Jamie     | Alyce     | Demelza   | Demelza   | Alyce     | Rebecca   |           |           |           |           |         |  |
| 7     | Alexandra | Alyce     | Demelza   | Leiden    | Rebecca   | Jamie     |           |           |           |           |           |         |  |
| 8     | Kristy    | Leiden    | Samantha  | Jamie     | Alyce     | Leiden    |           |           |           |           |           |         |  |
| 9     | Jamie     | Alamela   | Belinda   | Rebecca   | Alamela   |           |           |           |           |           |           |         |  |
| 10    | Rebecca   | Demelza   | Leiden    | Belinda   |           |           |           |           |           |           |           |         |  |
| 11    | Samantha  | Belinda   | Emma      |           |           |           |           |           |           |           |           |         |  |
| 12    | Emma      | Kristy    |           |           |           |           |           |           |           |           |           |         |  |
| 13    | Kamila    |           |           |           |           |           |           |           |           |           |           |         |  |

- Nel 6º episodio, in ballottaggio vi erano 3 concorrenti anziché 2

     La concorrente è stata eliminata
     La concorrente ha vinto il concorso

### Photoshoots
- Episodio 1 Photoshoot: Vogue
- Episodio 2 Photoshoot: Beauty Shot con schizzi d'acqua
- Episodio 3 Photoshoot: Scalando una parete con scarpe d'alta moda
- Episodio 4 Photoshoot: Look Book di Alex Perry
- Episodio 5 pubblicità: U by Kotex
- Episodio 6 Photoshoot: Pigiami Peter Alexander
- Episodio 7 Photoshoot: Bikini per Tigerlily
- Episodio 8 Photoshoot: Rivista Oyster
- Episodio 9 Photoshoot: Haute Couture
- Episodio 10 Photoshoot: Alta moda in taxi sulle strade

Australia's Next Top Model